# Burjassot (kommunhuvudort)
Burjassot är en kommunhuvudort i Spanien.   Den ligger i provinsen Província de València och regionen Valencia, i den östra delen av landet, 300 km öster om huvudstaden Madrid. Burjassot ligger 51 meter över havet och antalet invånare är 38 433.
Terrängen runt Burjassot är platt.Runt Burjassot är det mycket tätbefolkat, med 5 021 invånare per kvadratkilometer. Närmaste större samhälle är Valencia, 5,4 km sydost om Burjassot. Runt Burjassot är det i huvudsak tätbebyggt.